# Кубанские влахи
Кубанские влахи (самоназвание  куба́нски вла́хуря, куба́нцуря) — одно из 5 влашских территориальных подразделений, имеющие некоторые отличия в культуре и языке в сравнении с другими влахами. К данному территориальному подразделению относятся патрироды: бу́дкуря, бикалцэ́ндирэ, кру́пуря, масэ́нкуря, ґерма́нцуря и т. д. Кубанские влахи сформировались как отдельное территориальное подразделения в районе Кубани, от чего и произошло самоназвание. В настоящее время проживают в разных областях Украины и РФ, особенно в пределах Краснодарского края.